# باول ديلينجام
باول ديلينجام هو محامي وسياسي أمريكي، ولد في 10 أغسطس 1799 في Shutesbury, Massachusetts ‏ في الولايات المتحدة، وتوفي في 26 يوليو 1891 في واتربوري في الولايات المتحدة. نشط حزبياً في Vermont Democratic Party ‏ والحزب الجمهوري والحزب الديمقراطي. وقد انتخب حاكم فيرمونت ‏ (13 أكتوبر 1865 – 13 أكتوبر 1867) وانتخب عضو مجلس نواب فيرمونت ‏ وانتخب عضو مجلس النواب الأمريكي ‏.